# La Poupée de Satan
Pour plus de détails, voir Fiche technique et Distribution.
La Poupée de Satan (La bambola di Satana) est un giallo italien coécrit et réalisé par Ferruccio Casapinta, sorti en 1969.

## Synopsis
Accompagnée de son fiancé journaliste Jack, une jeune femme blonde, Elisabeth, se rend au château familial en Italie après le décès de son oncle, afin d'y découvrir son testament. Alors qu'elle redécouvre les pièces où elle aimait être lorsqu'elle était enfant, elle s'aperçoit que la vieille servante qu'elle croyait morte est gardée enfermée dans une chambre, clouée dans un fauteuil roulant, totalement folle. Lors de la lecture des derniers souhaits de son oncle, elle apprend qu'elle est la seule héritière du manoir constitué d'une chambre de torture d'époque, nichée au sommet d'une tour. Alors qu'une ombre noire rôde dans les couloirs du château, elle est prise d'hallucinations et d'étranges rêves érotiques. La sévère gouvernante, Claudine, lui raconte que le manoir est hanté et que la meilleure chose est à faire est de le vendre à un homme d'affaires, Paul Reynaud. Très vite, un membre du personnel est assassiné par un tueur ganté de noir. Alors qu'un détective privé se faire passer pour un peintre pour enquêter dans la demeure, Elisabeth sombre dans la folie, prise de terribles cauchemars. Mais sont-ce de véritables cauchemars, ou n'est-ce pas là un complot afin de rendre folle la jeune héritière ? Cette dernière est kidnappée et torturée dans la chambre de torture par le tueur masqué...

## Fiche technique
- Titre original : La bambola di Satana
- Titre français : La Poupée de Satan
- Réalisation : Ferruccio Casapinta
- Scénario : Giorgio Cristallini, Carlo M. Lori et Ferruccio Casapinta
- Montage : Franco Attenni
- Musique : Franco Potenza
- Photographie : Francesco Attenni
- Société de production : Cinediorama
- Société de distribution : Paris Étoile
- Pays d'origine :  Italie
- Langue originale : italien
- Format : couleur
- Genre : giallo
- Durée : 90 minutes
- Date de sortie : 
  -  Italie : 12 juin 1969

## Distribution
- Erna Schürer : Elizabeth Ball Janon
- Roland Carey : Jack Seaton
- Aurora Bautista : Claudine (créditée Aurora Batista)
- Ettore Ribotta : Paul Reno
- Lucie Bomez : Carol
- Manlio Salvatori : Edward
- Franco Daddi : Mr. Cordova
- Beverley Fuller : Blanche
- Eugenio Galadini : Andrea
- Giorgio Gennari : Gérard
- Domenico Ravenna : Mr. Shinton
- Teresa Ronchi : Jeanette
- Giovanni Ivan Scratuglia